# Daichi
Дайти (яп. だいち, «Земля», англ. Daichi, также ALOS (англ. Advanced Land Observation Satellite)) — японский спутник дистанционного зондирования Земли, предназначался для мониторинга земной поверхности и океанов. Он был запущен в 2006 и выведен из эксплуатации в 2011 году.
Спутник создан компанией Mitsubishi Electric и изначально назывался ALOS (от англ. Advanced Land Observation Satellite), после запуска получил имя Дайти (яп. だいち), что в переводе с японского означает земля или суша.

## Запуск
Спутник был запущен 24 января 2006 года из Космического центра Танэгасима с помощью ракеты-носителя H-IIA.

## Инструменты
Для выполнения своей основной задачи на космическом аппарате были смонтированы три прибора:
- AVNIR-2 (от англ. Advanced Visible and Near Infrared Radiometr) — радиометр, способен производить измерения поверхности с разрешением 10 метров и шириной полосы захвата 70 км.
- PALSAR (от англ. Phased Array L-band Synthetic Aperture Radar) — радиолокатор, прибор работает в двух режимах с рабочей частотой 1,27 ГГц (L-диапазон), в высоком разрешении и в режиме сканирования, при этом максимальное разрешение на местности составляет 10 метров (ширина полосы захвата при этом 70 км).
- PRISM (от англ. Panchromatic Remote-sensing Instrument of Stereo Mapping) состоит из трёх панхроматических камер и предназначен для получения чёрно-белого стереоизображения с максимальным разрешением 2,5 метра.

## Миссия
Спутник использовался для картографии и мониторинга стихийных бедствий в Азии и Тихом океане. Данные полученные спутником совместно использовались Японским агентством аэрокосмических исследований и Европейским космическим агентством.
В 2008 году было объявлено, что изображения, полученные с помощью Дайти, слишком размыты, чтобы их можно было использовать для составления карт. Только 52 из 4300 изображений Японии могли быть обновлены на основе эти данных. В дальнейшем JAXA заявила, что решила эту проблему.
Снимки разрушенного побережья Японии после землетрясения и цунами в Тохоку в 2011 году стали одним из последних материалов полученных со спутника.

## Вывод из эксплуатации
В апреле 2011 года спутник неожиданно вышел из строя по неизвестным причинам. 12 мая, через три недели попыток восстановить его работу, Японское агентство аэрокосмических исследований послало команду на отключение бортового передатчика и батарей спутника, тем самым завершив его миссию.